# Chi ti credi di essere?
Chi ti credi di essere? (Who Do You Think You Are?, pubblicato nell'edizione USA con il titolo The Beggar Maid. Stories of Flo and Rose.) è un romanzo, composto da 10 capitoli che possono essere letti come racconti autonomi, pubblicato da Alice Munro nel 1978. Il libro è stato selezionato tra i finalisti del Booker Prize del 1980.
Capitoli
- Botte da re (Royal Beatings)
- Privilegio (Privilege)
- Mezzo pompelmo (Half a Grapefruit)
- Cigni selvatici (Wild Swans)
- La mendicante (The Beggar Maid)
- Un'avventura (Mischief)
- Provvidenza (Providence)
- La fortuna di Simon (Simon's Luck)
- Lettera per lettera (Spelling)
- Chi ti credi di essere? (Who Do You Think You Are?)

## Edizioni
- Alice Munro, Chi ti credi di essere, Roma, E/O, 1995,  p. 214, ISBN 88-7641-259-X.
- Alice Munro, Chi ti credi di essere?, Torino, Einaudi, 2012,  p. 280, ISBN 9788806183530.